# 甲龙亚目
甲龙亚目（学名：Ankylosauria，意为“僵硬蜥蜴”）是属于鸟臀目的一个演化支。甲龙亚目包含了大部分有着骨鳞片形式装甲的恐龙。甲龙亚目都是有着短而壮的腿的笨重四足动物。甲龙亚目已知最早出现在侏罗纪中期的中国，直到在白垩纪灭绝。除非洲外，各个大陆都有甲龙亚目的踪迹。第一个发现于南极洲的甲龙亚目为属于甲龙科的南极甲龙属，南极甲龙在1986年发现于詹姆斯罗斯岛。
甲龍亚目是由亨利·費爾費爾德·奧斯本于1923年所命名。在林奈氏分類系統裡，這群恐龍常被認為是一個亞目或下目。甲龍亚目常與劍龍亚目一起歸類於裝甲类裡，劍龍亚目是另一群因為牠們的骨板與尖刺而著名的裝甲恐龍。

## 古生态学
甲龙亚目有着与身体比例较小的头部，仅次于蜥臀目的蜥脚下目。这类恐龙行动缓慢，因为它们的腿部并非用作奔跑。装甲亚目的极速可能少过每小时10公里。

### 装甲
所有的甲龙亚目有着较多的装甲，多数为鳞甲和结节，也有的有大刺。这些鳞甲都是有组织的矩形到横向椭圆形（边到边），通常出现在隆突表面。较小的结节填补了大板之间的开放空间。

## 分類
甲龍下目可分為兩至三科：結節龍科與甲龍科，有時還會有多刺甲龍科（有時被列為甲龍科的一個亞科，或是原始甲龍類構成的並系群）。三者之間的最大差異，在於大部分甲龍科恐龍尾巴末端有棒槌狀骨槌、頭部兩側延伸出大型鱗甲、口鼻部較圓，而結節龍科、多刺甲龍類恐龍缺乏這些特徵。
結節龍科生存在白堊紀，較為原始，大部分化石被發現於北美洲。牠們有狹窄的頭部，跟甲龍科一樣擁有骨甲，但沒有棒槌狀尾巴。牠們從頭部到尾巴包覆者大型尖刺與骨瘤，肩膀處有大型骨刺。結節龍科的肩峰突特化，可供大型肌肉附著，以支撐大型副肩棘（Parascapular spines），可能用來抵抗掠食動物。結節龍科的口鼻部較狹窄、較小，這代表牠們的事物來源較具選擇性。牠們的臀部寬廣、四肢粗厚。結節龍科裡最著名的三種是：結節龍、蜥結龍與埃德蒙頓甲龍。
甲龍科因為由脊椎骨腫脹、癒合而成的大型尾槌而著名，尾槌可能用來自我防衛、或是性選擇。牠們有更寬廣的身體，更多的骨甲。甲龍科恐龍的特徵是全身除腹部以外，從頭部到尾巴都由骨甲重重地覆蓋者。骨甲上則長者針刺、骨瘤。頭部則是平坦、寬闊，大概呈現鐵鏟狀，這代表甲龍科的食物來源較為廣泛。大約在頭後兩旁的地方長了兩根針狀物，頸部則是很短。牠的眼瞼處也长着三角形的骨甲。这种恐龙的脊椎与臀部骨骼癒合在一起，以固定巨大的后肢和棒槌状的尾巴。甲龙科化石最早发现于侏罗纪晚期的地层，但是甲龙科恐龍的真正繁盛时期是白垩纪晚期。著名的甲龍科包括：甲龍、包頭龍、以及繪龍。
多刺甲龍亞科是在1911年建立，當時是獨自的科，以包含無法歸類於甲龍科、結節龍科的甲龍類恐龍。最近許多親緣分支分類法定義，認為多刺甲龍亞科與甲龍科有緊密親緣關係，所以多刺甲龍亞科被分類於甲龍科之內。一些近年研究提出不同看法，隨多刺甲龍類可能是獨立於其他兩科，包含所有接近加斯頓龍，而離埃德蒙頓甲龍、包頭龍較遠的所有物種。也曾因為缺乏尾巴上的骨槌，而被分類於結節龍科。多刺甲龍亞科包含：林龍、多刺甲龍、以及邁摩爾甲龍。科學家對於多刺甲龍類的分類有不同看法，從成立獨自的多刺甲龍科，到甲龍科內的一個亞科。
在1997年，肯尼思·卡彭特（Kenneth Carpenter）將甲龍下目定義為：在裝甲亞目中，所有親緣關係接近甲龍，而離劍龍較遠的所有物種。這個定義由大部分現在的古生物學家接受，包括塞里諾在2005年的定義。這個基群定義，意味者原始的腿龍，因為離甲龍科較接近，離劍龍科較遠，所以在科學定義上成為甲龍下目的一個屬。因為卞氏龍的發現，董枝明在2001年成立了腿龍科，以包含腿龍與卞氏龍。

### 分類學
在恐龍的分類歷史裡，甲龍亞目的分類是較少被關注的範圍。多數分類法仍沿用早期分類法，但細節仍有差異。許多较早的研究使用裝甲亞目，下含劍龍下目、甲龍下目。某些近年的研究不使用裝甲亞目，直接使用劍龍亞目、甲龍亞目。

### 下属分类
- 甲龍亞目 Ankylosauria
  - 副甲龍類 Parankylosauria
  - 真甲龍類 Euankylosauria
    - 甲龍科 Ankylosauridae
    - 結節龍科 Nodosauridae

甲龍亞目包含了部分詳細分類仍不明的屬
- 藏匿龍屬 Cryptosaurus
- 龍冑龍屬 Dracopelta
- 邁摩爾甲龍屬 Mymoorapelta
- 竊肉龍屬 Sarcolestes
- 巧合角龍屬 Serendipaceratops?
- 中國甲龍屬 Sinankylosaurus
- 刺圈龍屬 Spicomellus
- 劍節龍屬 Stegosaurides?
- 天池龍屬 Tianchisaurus
- 懷特甲龍屬 Vectipelta

## 其他化石
在2001年的科學文獻裡，曾提到發現甲龍類的剛孵化化石。在2011年3月，加拿大亞伯達省北部的一個油砂礦坑，挖出一個完整的甲龍類骨骼，地質年代約1億1000萬年前，是亞伯達省所發現的最完整恐龍化石。

## 外部連結
- See entry on "Ankylosauria" at DinoData (registration required, free) （页面存档备份，存于）
- Ankylosaurus- The Bullet-Proof Dinosaur